# Let American Eagle 5342
Dne 29. ledna 2025 došlo nad řekou Potomac poblíž Ronald Reagan Washington National Airport ke srážce letu American Eagle 5342 s vrtulníkem Black Hawk. Jedná se o první nehodu letadla, která skončila pádem do řeky Potomac od 13. ledna 1982, kdy havaroval let Air Florida 90. Dle informací od Armády Spojených států amerických se vrtulník účastnil cvičení, které reaguje na útok na USA a připravuje evakuaci prezidenta USA a pokračování schopnosti vládnout (COG).

## Nehoda
Nehoda se stala v 20:47 místního času. Půl minuty před srážkou se řídící letového provozu zeptal pilotky vrtulníku, zda má let 5342 ve vizuálním kontaktu. Pilotka odpověděla kladně a požádala o trasu, která by jí umožnila se od letounu vzdálit. Dispečer ji následně navedl za letoun, avšak obě letadla se srazila.
Ke kolizi došlo přibližně 730 metrů před prahem ranveje. Přibližně ve výšce 85 metrů Letadlo letělo přibližně 206 km/h a  Nehodu zachytila webkamera v Centru múzických umění Johna F. Kennedyho. Podle očitých svědků se letoun po srážce rozlomil, zatímco vrtulník dopadl do vody břichem vzhůru. Po nehodě AA spustili linku pro příbuzné obětí nehody

## Stroje
Jednalo se o dopravní letoun American Airlines typu Bombardier CRJ 701ER, který se běžně používá na krátké až střední vzdálenosti. Letoun měl registraci N709PS. Letoun byl vyroben v roce 2004. Jedná se o první nehodu letounu od jeho uvedení na trh v roce 2001 a také se jedná o první nehodu mateřských aerolinií American Airlines od 12. listopadu 2001, kdy havaroval let 587.
Druhým strojem byl armádní vrtulník Sikorsky UH-60 Black Hawk, který měl volací znak PAT25. Sériové číslo vrtulníku bylo 00-26860 a vrtulník byl na cvičném letu. Vrtulník byl v konfiguraci pro převoz vysokých státních úředníků a mělo volací znak, který určoval přednost v leteckém provozu.

## Oběti
V letounu bylo 60 cestujících a 4 členové posádky. Na palubě se nacházel šestnáctiletý krasobruslařský pár, jejich rodiče, ruští trenéři a bývalí mistři světa Vadim Naumov a Jevgenija Šiškovová. Na palubě byli také 4 členové odboru 602. Ve vrtulníku byli podle armády Spojených států tři vojáci: kontrolovaná pilotka kpt. Rebecca M. Lobach, kontrolní pilot Chief Warrant Officer-2 Andrew Eaves a hlavní mechanik Ryan O'Hara.  Nehodu nikdo nepřežil. mezi oběťmi také byl 3 studenti a 6 rodičů z veřejné školy v Fairfaxu ve Virginii. Další obětí byla právnička, která se zabývala prosazováním občanských práv. Podplukovník  Pergentino Malabed Jr., který sloužil u Filipínské národní policie (PNP). Předseda Národní asociace učitelů biologie, dvě osoby čínské státní příslušnosti, občanka z Pákistánu, která studovala na Kolumbijské univerzitě a často létala do Washingtonu D.C., dva polsko-američtí státní příslušníci, neupřesněný počet německých státních příslušníků a dánský občan.

## Letiště

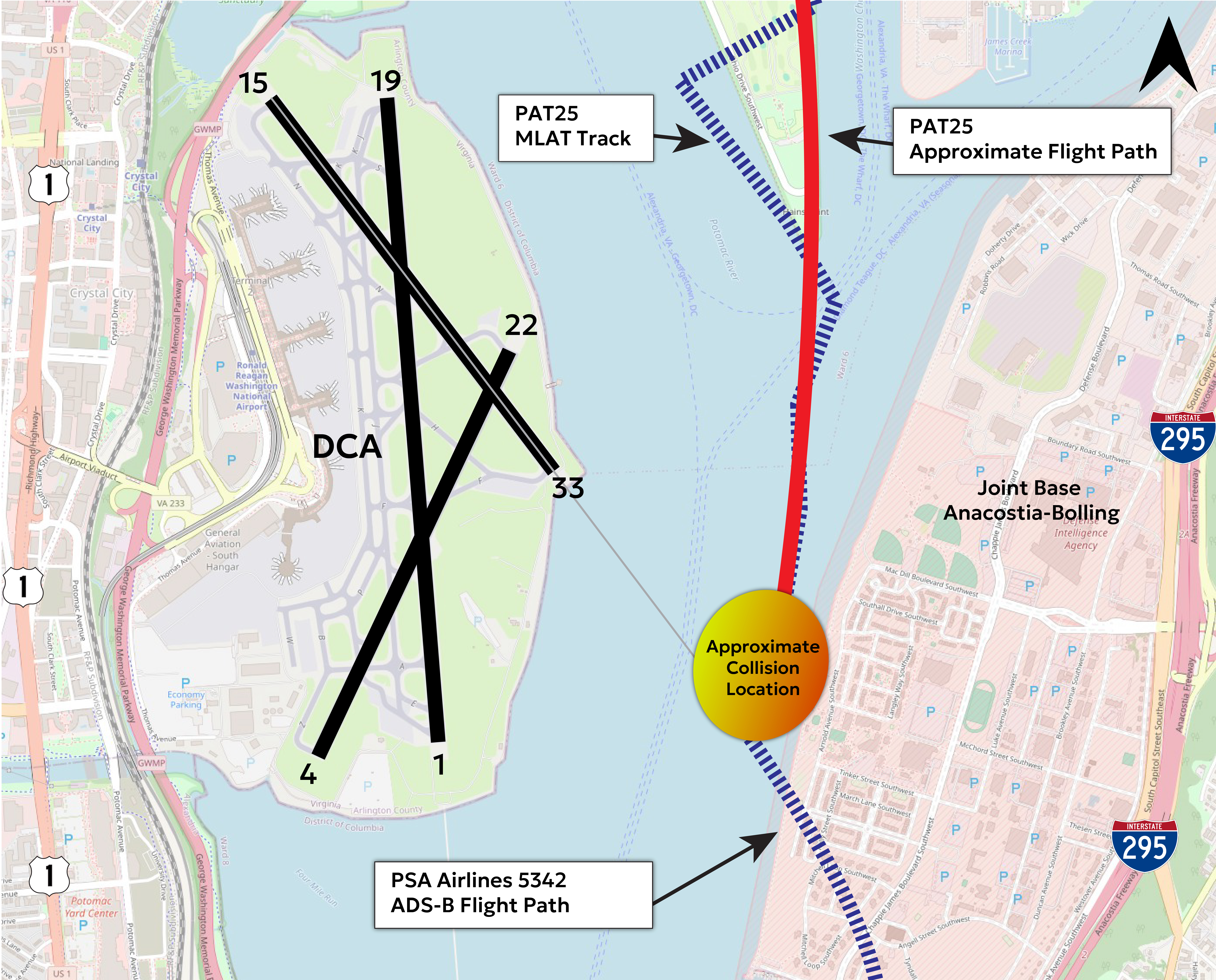
Přibližná mapa kolize. Dopravní letadlo přistává na dráhu letiště z jihovýchdu a vrtulník přilétá ze severu.

Vzdušný prostor kolem letiště Reagan National je jedním z nejvíce kontrolovaných vzdušných prostorů na světě. Je to kvůli tomu, že řeka Potomac a letiště chrání mnoho vládních budov, které se nacházejí v okolí letiště. Severně od něj se například nachází Bílý dům.
V měsících před incidentem byly hlášeny nejméně tři případy, kdy došlo k nebezpečnému přiblížení letounů.
Konkrétně šlo o:
- V březnu 2023 došlo k incidentu, kdy letadlo Republic Airways proletělo dráhou letu letadla United Airlines, které mělo povolení ke vzletu.[30]
- Incident v dubnu 2024, při němž se letoun společnosti JetBlue dostal do nebezpečné blízkosti s letem Southwest Airlines.[31]
- Incident v květnu 2024, kdy letoun American Airlines přerušil vzlet, aby se vyhnul srážce se soukromým letounem.[32]

Po jiném incidentu v texaském Austinu se NTSB snažila o vypracování nové politiky řízení letového provozu, jejímž cílem bylo lépe informovat dispečery o objektech, které by mohly představovat riziko kolize během letu.

## Vyšetřování
NTSB a FAA společně s armádou USA a ministerstvem obrany ohlásily, že budou na vyšetřování spolupracovat. Pátrání po troskách bylo rozšířeno až k mostu Woodrowa Wilsona, který se nachází tři míle (pět kilometrů) jižně od letiště Ronalda Reagana. Dle vyšetřování FAA byl na věži jen jeden řídící letového provozu místo obvyklých dvou. Dne 30. ledna byly nalezeny černé skříňky letounu a byly převezeny do laboratoře NTSB. Dle dat z Flightradar24 se ukázalo, že vrtulník letěl o 200 metrů výš, než měl. NTSB 15.2.2025 uvedla, že na nahrávce z kabiny vrtulníku není slyšet instrukce, aby se vrtulník zařadil za dopravní letadlo.

## Konspirační teorie
Podle několika lidí měla být pilotem vrtulníku transgender pilotka Jo Ellis. Ellis je členkou Virginské národní gardy, ale jak bylo zjištěno, nikdo z gardy nebyl na palubě vrtulníku. Heslo 'Jo Ellis' bylo jedním z nejpoužívanějších hesel na sociální síti X.

## Důsledky
Dne 31. ledna 2025 FAA omezila lety helikoptér v blízkosti letiště a uzavřela trasy používané Black Hawkem a CRJ700, které byly otevřeny pouze pro speciální lety. PSA Airlines změnila číslo letu z Wichity do Washingtonu na 5677. Dva zaměstnanci letiště byli zadrženi kvůli úniku záznamů. V Wichita se konala vigílie za oběti nehody.

## Galerie

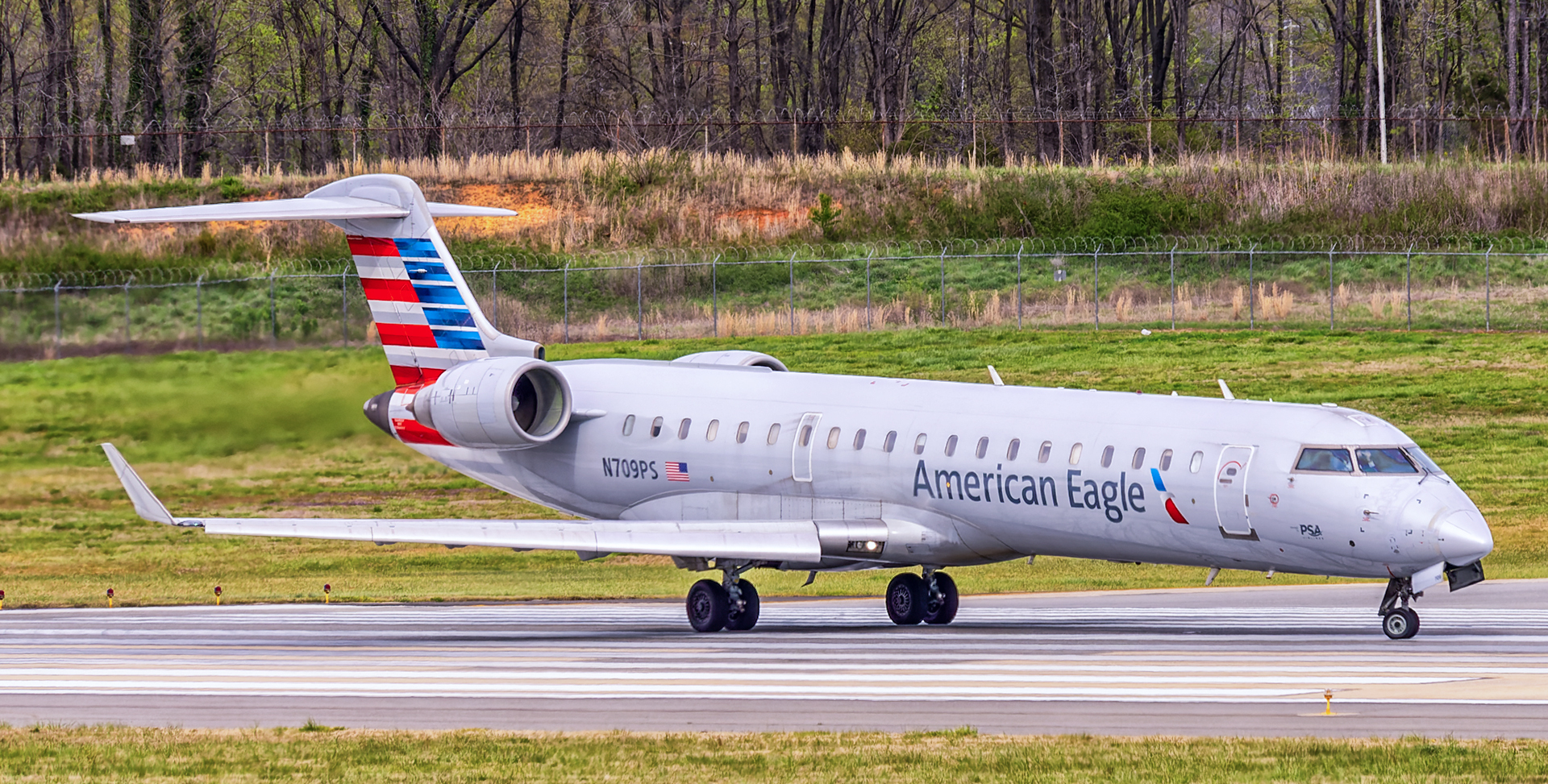
Dopravní letoun Bombardier CRJ700 účastnící se srážky (2022)
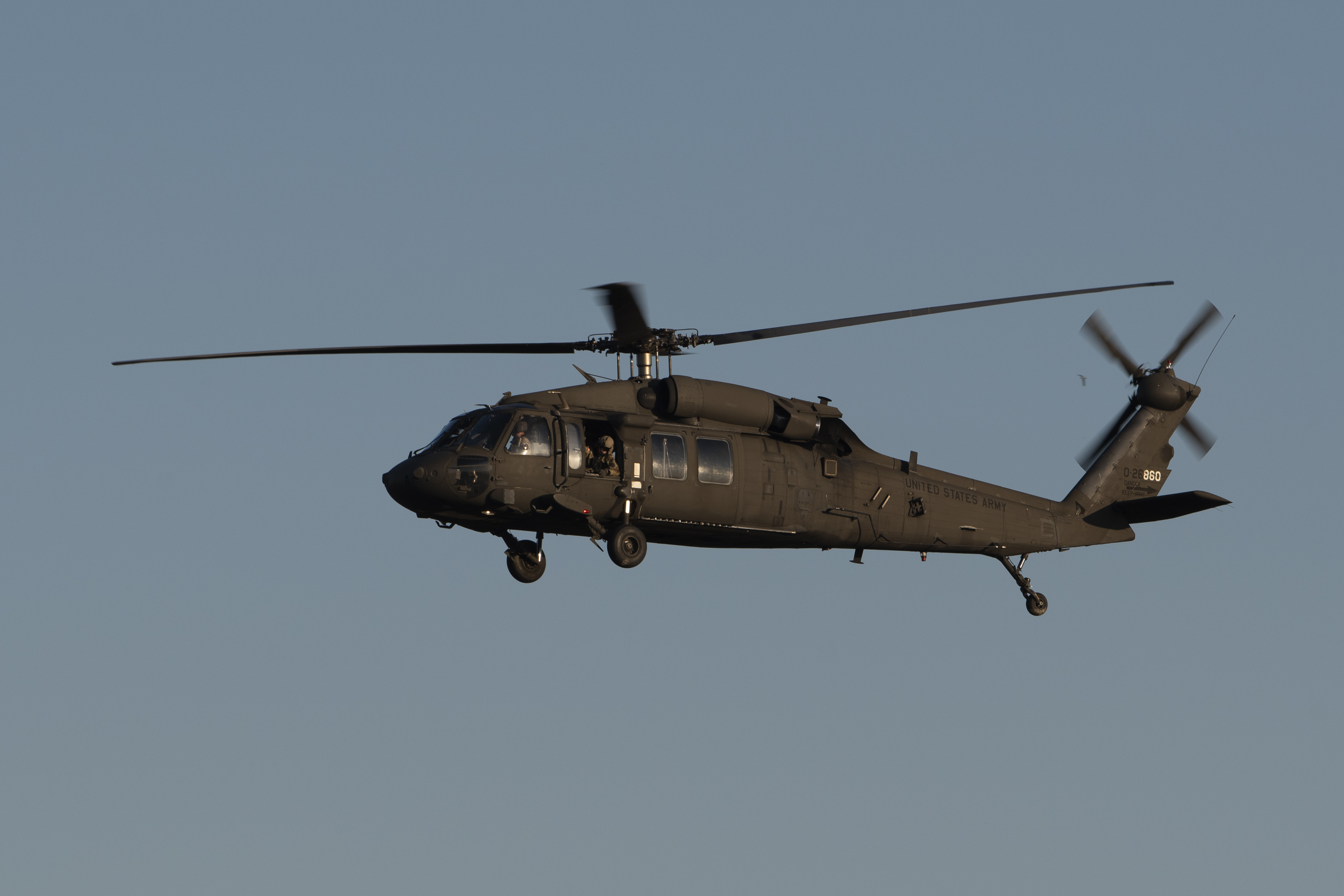
Vrtulník Sikorsky UH-60 Black Hawk účastnící se srážky (2018)
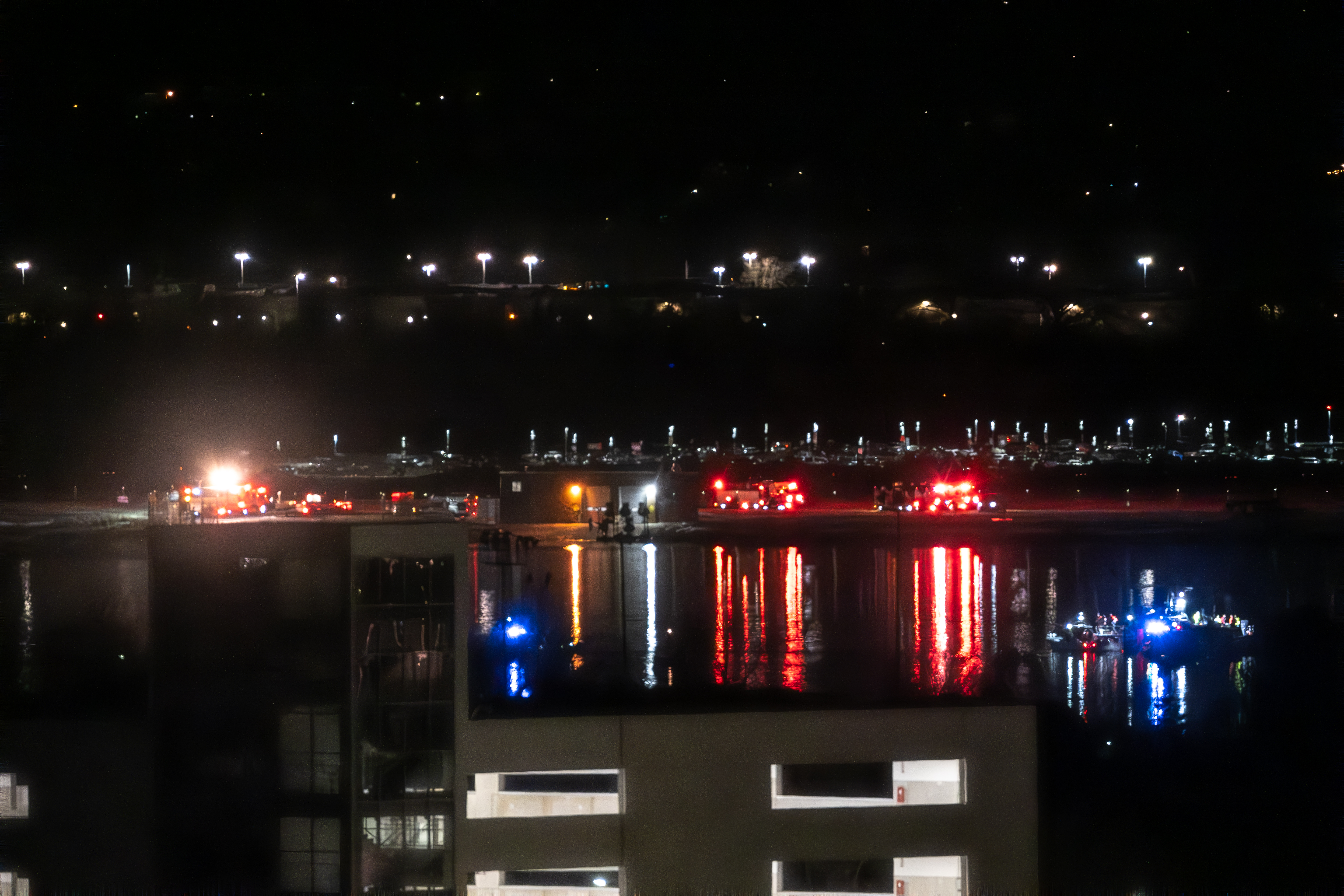
Plavidla marylandské Pobřežní stráže a spolupracujících agentur na Potomacu, při reakci na srážku
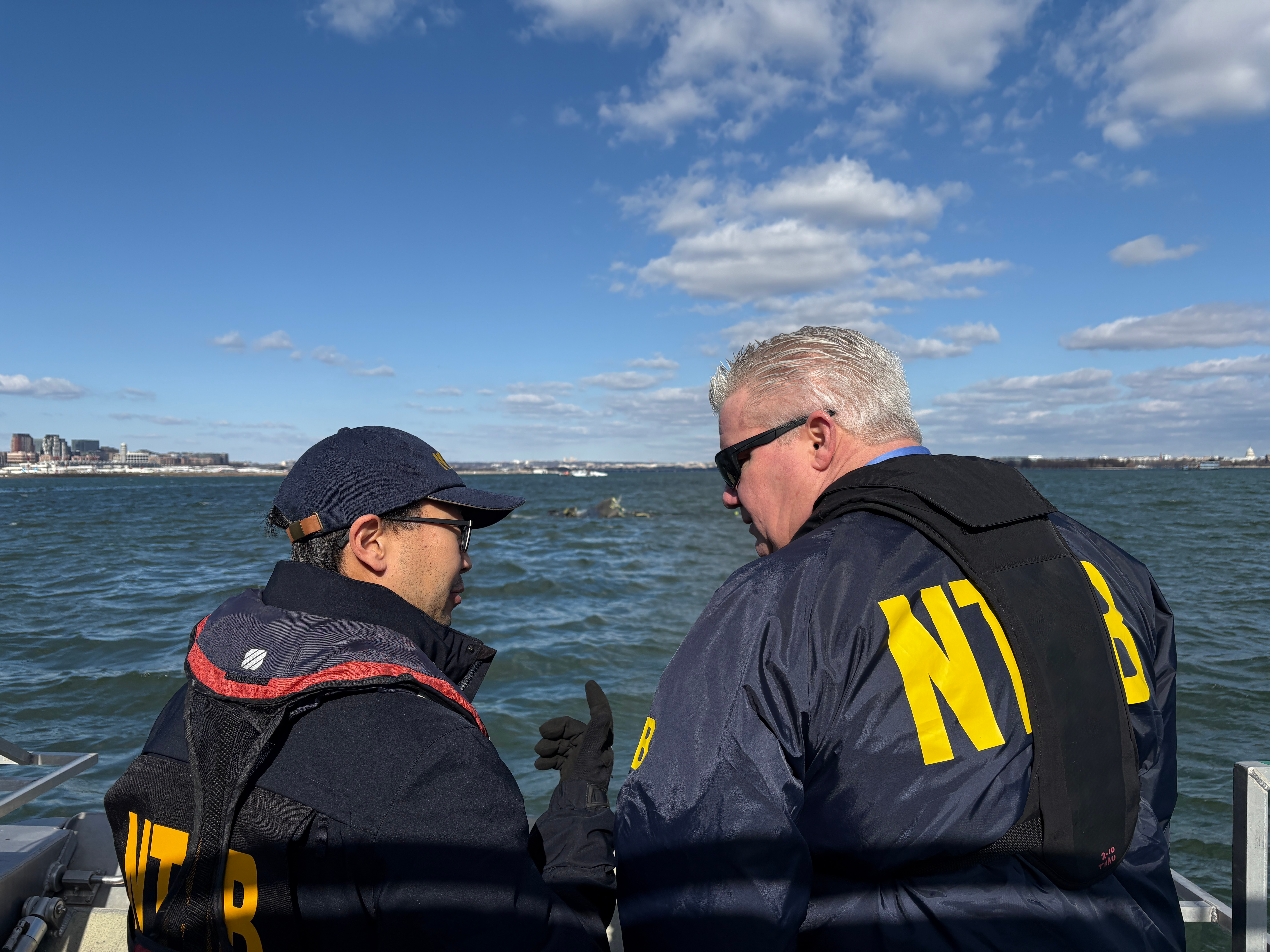
Vyšetřovatelé Národního úřadu pro bezpečnost dopravy na místě nehody (1. února 2025)